# Arteriole
Arteriole er de mindste af arteriens forgreninger og karsektionen med det højeste modstand. Karvæggene indeholder glat muskulatur, som kan dilatere (udvides) og kontrahere (sammentrækkes) ved stigende aktivitet i vævenes sympatiske nervefibrer. Nervetilslutningen frigør noradrenalin. Ved stigende aktivitet mindsker arteriolens diameter, og trykket vokser. Justeringen af arteriolernes diameter har to funktioner: at fordele blodstrømmen og at regulere blodtrykket. Blodet føres videre ind i kapillærsystemet via de prekapillære sfinktrer (ringmuskler).